# Aleuroclava bauhiniae
Aleuroclava bauhiniae là một loài côn trùng cánh nửa trong họ Aleyrodidae, phân họ Aleyrodinae.
Aleuroclava bauhiniae được Corbett miêu tả khoa học đầu tiên năm 1935.